# Supraporta

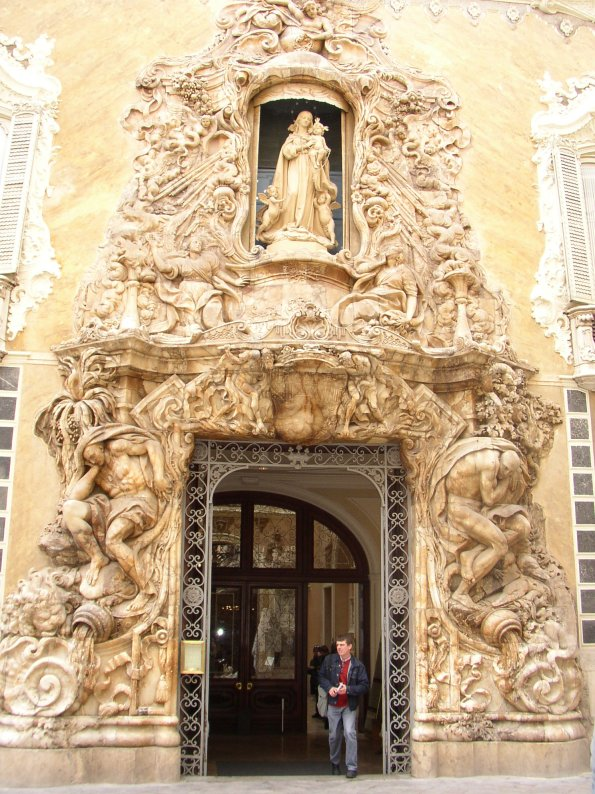
Vchod do paláce Palacio del Marqués de Dos Aguas ve Valencii

Supraporta je architektonický prvek, který je v klasické řádové architektuře umístěn nade dveřmi, bránou atp. (jak říká už sám název). Tento prvek je tudíž analogickým prvkem suprafenestry v případě oken. Pro obojí se též používá termín fronton.
Suprafenestra má zpravidla trojúhelný, obdélný, půloválný či půlkruhový tvar. Především v baroku dosahovaly suprafenestry velice bohatých a fantastických tvarů. Často je nesena konzolemi nebo je umístěna nad šambránou, případně je její součástí. Součástí supraporty může být ornamentální či figurální reliéf.
Pokud je tento prvek nesen sloupy, polosloupy či pilastry, jedná se o edikulu. Pokud jsou sloupy volné a tvoří jakousi předsíň, používá se termín portikus.